# Lịch sử Albania
Lịch sử của Albania tạo thành một phần của lịch sử châu Âu. Trong thời cổ điển, Albania là quê hương của một số bộ lạc Illyria như Ardiaei, Albanoi, Amantini, Enchele, Taulantii và nhiều bộ lạc khác, và các bộ lạc Thracia và Hy Lạp, cũng như một số thuộc địa Hy Lạp được thành lập trên bờ biển Illyria. Vào thế kỷ thứ 3 TCN, khu vực này đã bị La Mã sáp nhập và trở thành một phần của các tỉnh La Mã Dalmatia, Macedonia và Moesia Superior. Sau đó, lãnh thổ vẫn nằm dưới sự kiểm soát của La Mã và Byzantine cho đến khi người Slav di cư vào thế kỷ thứ 7. Nó được tích hợp vào Đế quốc Bulgaria vào thế kỷ thứ 9.
Vào thời Trung cổ, Công quốc Arbër và một vùng phụ thuộc Sicilia được gọi là Vương quốc Albania thời trung cổ đã được thành lập. Một số khu vực trở thành một phần của đế quốc Venice và Serbia, nhưng được chuyển qua cho Đế chế Ottoman vào thế kỷ 15. Nó vẫn nằm dưới sự kiểm soát của Ottoman như một phần của tỉnh Rumelia cho đến năm 1912, khi nhà nước Albania độc lập đầu tiên được thành lập bởi Tuyên ngôn Độc lập Albania sau khi Vương quốc Serbia chiếm đóng nước này trong thời gian ngắn. Sự hình thành của một ý thức dân tộc Albania có từ thế kỷ 19 và là một phần của hiện tượng lớn hơn về sự trỗi dậy của chủ nghĩa dân tộc dưới Đế chế Ottoman.
Một nhà nước quân chủ tồn tại trong một thời gian ngắn được gọi là Công quốc Albania (1914-1925) đã được kế tục với Cộng hòa Albania đầu tiên còn tồn tại ngắn hơn (1925-1928). Một chế độ quân chủ khác, Vương quốc Albania (1928-1939), đã thay thế nền cộng hòa. Đất nước này chịu đựng sự chiếm đóng của Ý ngay trước Thế chiến II. Sau sự sụp đổ của các thế lực phe Trục, Albania trở thành một nhà nước cộng sản, Cộng hòa Xã hội Nhân dân Albania, trong phần lớn thời gian của nó bị chi phối bởi Enver Hoxha (mất năm 1985). Người thừa kế chính trị của Hoxha Ramiz Alia đã chứng kiến sự tan rã của nhà nước " Hoxhaist " trong sự sụp đổ rộng lớn của Khối phía Đông vào cuối những năm 1980.
Chế độ cộng sản sụp đổ vào năm 1990, và Đảng Lao động Cộng sản cũ của Albania đã thua trong cuộc bầu cử vào tháng 3 năm 1992, trong bối cảnh kinh tế sụp đổ và bất ổn xã hội. Tình hình kinh tế không ổn định đã dẫn đến một cộng đồng người Albania, chủ yếu đến Ý, Hy Lạp, Thụy Sĩ, Đức và Bắc Mỹ trong những năm 1990. Cuộc khủng hoảng lên đến đỉnh điểm trong cuộc khủng hoảng Albania năm 1997. Sự cải thiện các điều kiện kinh tế và chính trị trong những năm đầu của thế kỷ 21 đã cho phép Albania trở thành thành viên chính thức của NATO vào năm 2009. Đất nước này đang xin gia nhập Liên minh châu Âu.